# إبراهام صمد
إبراهام صمد (بالإندونيسية: Abraham Samad) هو محامي إندونيسي، ولد في 27 نوفمبر 1966 في ماكاسار في إندونيسيا.